# Brian Barley
Brian Barley (* 10. Dezember 1942 in Sarnia, Ontario; † 28. Juni 1971 in Toronto, Kanada) war ein kanadischer Jazzmusiker (Klarinette, Saxophone, Flöte), Bandleader und Komponist.

## Leben und Wirken
Barley begann mit elf Jahren Klarinette zu spielen; unter dem Eindruck der Musik von Lee Konitz lernte er mit 13 Jahren auch Saxophonspiel. Unterricht in Klarinette hatte er bei Avrahm Galper und Ezra Schabas am Royal Conservatory of Music in Toronto und bei Robert Marcellus am Cleveland Institute of Music. Als Klarinettist arbeitete er 1963–65 im National Youth Orchestra, außerdem mit dem Cleveland Orchestra und dem Vancouver Symphony Orchestra. 1966 zog er nach Montreal, wo er sich dem Jazz zuwandte und u. a. in den Bands von Pierre Leduc, Ron Proby, Herbie Spanier und Vic Vogel spielte. Er wurde bekannt als Altsaxophonist im Maynard-Ferguson-Sextett, das auf der Expo 67 auftrat. Kurz danach wirkte er bei dessen Studioalbum Maynard Ferguson Orchestra mit.
Um 1968 gründete er das experimentelle Trio Aquarius Rising, das aus Barley (Tenor- und Sopransaxophon, Bassklarinette), Claude Ranger (Schlagzeug), Michel Donato (Bass, später ersetzt durch Daniel Lessard, Bassgitarre) bestand und in Montréal (meist im Club La Jazztek) und in Québec auftrat. 1968/69 entstanden Radiomitschnitte für CBC, bei denen Barley sowohl mit seinem Trio als auch als Mitglied von Formationen von Roland Haynes und Herbie Spanier spielte. Für Radio Canada International entstand Ende Juni 1970 das Album Brian Barley Trio. Seine Kompositionen – mit stilistischen Anleihen bei Sonny Rollins, John Coltrane, Archie Shepp und Ornette Coleman – enthielten Elemente, die Werken von Igor Stravinsky oder Béla Bartók nahe waren.
Kurz vor seinem Tod – infolge von neurologischen Komplikationen als Spätfolgen eines Autounfalls im Jahr 1966 – kehrte Barley nach Toronto zurück und vereinigte sich dann mit Ranger und Donato für ein dreitägiges Gastspiel im März 1971 im Jazzclub Meat and Potatoes. Barley starb mit nur 28 Jahren an einem epileptischen Anfall.

## Diskographische Hinweise
- Maynard Ferguson Sextet 1967 (Just a Memory, 1967)
- Pierre Leduc et son Quatuor (Radio Canada International, 1968)
- Michel Donato: Quatuor –  Jazz en Liberté, Montréal 1969 (Justin Time Records, 1969)
- Brian Barley Trio 1970 (Justin Time/Just A Memory, 1970)